# Takeshi Furusawa
Takeshi Furusawa (Tokio, Japón; 22 de octubre de 1972) es un director de cine y guionista japonés. Reconocido por su película Ghost Train de 2006.

## Biografía
Furusawa comenzó a hacer películas en 8mm en la universidad, ganando el premio al guionista por su película home sweet movie en el Pia Film Festival (1997) de Tokio. Se matriculó en la Escuela de Cine de Tokio en 1997.
Después de graduarse, trabajó como asistente de dirección para Kiyoshi Kurosawa (Barren Illusions, Kairo), Shinji Aoyama y Takahisa Zeze, y escribió los guiones de Chōgokudō de Zeze y Doppelganger de Kurosawa.
Hizo su debut como director en un largometraje con Ghost Train en 2006.

## Filmografía
| Año  | Título                             | Notas |
| ---- | ---------------------------------- | ----- |
| 2006 | Ghost Train                        |       |
| 2010 | making of LOVE                     |       |
| 2012 | Another                            |       |
| 2013 | Roommate                           |       |
| 2014 | Clover                             |       |
| 2017 | ReLIFE                             |       |
| 2017 | Love and Lies                      |       |
| 2018 | Ao-Natsu                           |       |
| 2018 | Run! T High School Basketball Club |       |
| 2018 | Blue Summer                        |       |